# Termochimica
La termochimica (o termodinamica chimica) è la branca della termodinamica che studia gli effetti termici determinati da reazioni chimiche, chiamati calore di reazione. La termochimica concerne pertanto le conversioni di energia chimica in energia termica e viceversa, che avvengono durante una reazione e ne studia le variabili ad esse connesse, come l'entalpia di legame, l'entropia standard di formazione, ecc.
Due leggi regolano l'intera disciplina sono:
- Legge di Lavoisier e Laplace (formulata nel 1780): il trasferimento di calore che accompagna una data reazione chimica è uguale e contrario al trasferimento di calore della reazione opposta;
- Legge di Hess (formulata nel 1840): la variazione di entalpia di reazione è uguale che la reazione avvenga in uno o più stadi successivi ed indipendenti (anche puramente ipotetici).

Le due leggi furono dedotte empiricamente ed enunciate prima del primo principio della termodinamica: si può, comunque, dimostrare che sono dirette conseguenze dello stesso, nonché del fatto che l'entalpia H e l'energia interna U sono funzioni termodinamiche di stato.

## Concetti fondamentali
Dal momento che la termochimica studia gli scambi di calore che avvengono durante una reazione chimica, si è ritenuto importante distinguere innanzitutto due tipi di reazioni chimiche:
- Reazioni esotermiche: si dice delle reazioni chimiche che producono calore. Durante la formazione dei prodotti si assiste dunque ad un trasferimento di calore dal sistema all'ambiente, che aumenta la temperatura di entrambi. Le reazioni esotermiche tendono a creare composti con legami chimici più forti e, nel complesso, più stabili. Ad esempio:

{\displaystyle CH_{2}S+6F_{2}\rightarrow \;CF_{4}+2HF+SF_{6}+{\textrm {calore}}}
- Reazioni endotermiche: si dice delle reazioni chimiche che richiedono calore. È quindi necessario l'apporto di calore affinché la reazione si completi e pertanto si assiste ad un trasferimento di calore dall'ambiente al sistema. A reazione terminata, la temperatura sarà diminuita. Le reazioni endotermiche tendono a creare composti piuttosto instabili, con legami deboli. Ad esempio:

{\displaystyle Ag^{2+}+2e^{-}+{\textrm {calore}}\rightarrow \;Ag}

## Funzioni di stato principali
Le tre funzioni di stato principali della termochimica sono l'entalpia, l'entropia e l'energia di Gibbs. In particolare, quest'ultima mette in relazione le prime due variabili con la temperatura assoluta e determina la spontaneità di una reazione a pressione costante.

### Entalpia
Lavorando in laboratorio, si può assumere che tutte le reazioni controllate avvengono a pressione atmosferica, pressoché costante. Noto ciò, l'entalpia diventa una funzione di stato assai utile e viene ridefinita come segue:
{\displaystyle \operatorname {\Delta } H=\operatorname {Q} }
dove ΔH è la variazione di entalpia da fine a inizio reazione e Q è la quantità di calore scambiata. Per convenzione, quando il calore viene ceduto dal sistema all'ambiente, la variazione di entalpia ha segno negativo; viceversa, se il calore viene trasferito dall'ambiente al sistema, la variazione di entalpia ha segno positivo. Pertanto ogni reazione esotermica è caratterizzata da ΔH<0 e ogni reazione endotermica è caratterizzata da ΔH>0. La variazione di entalpia si può esprimere come: 
{\displaystyle \Delta _{\mathrm {f} }H^{\circ }=\Delta _{\mathrm {f} }H_{(prodotti)}^{\circ }-\Delta _{\mathrm {f} }H_{(reagenti)}^{\circ }}
dove {\displaystyle \Delta _{\mathrm {f} }H^{\circ }}è l'entalpia standard di formazione della specie chimica considerata, che si riferisce alla specie nel suo stato standard.

### Entropia
In termochimica, l'entropia assume valori ben precisi a seconda del composto chimico a cui si riferisce. Questi valori, ottenuti sperimentalmente, si riferiscono per mole di tale sostanza nel suo stato standard. Questa grandezza è nota come entropia standard di formazione e viene indicata in simboli con Sf°. In una reazione chimica, la variazione di entropia standard di formazione è data dalla formula:
{\displaystyle \Delta _{\mathrm {f} }S^{\circ }=S_{(prodotti)}^{\circ }-S_{(reagenti)}^{\circ }}

### Energia di Gibbs
L'energia di Gibbs, o energia libera di Gibbs, in termochimica è la funzione di stato la cui variazione indica se una reazione chimica è spontanea a condizioni di temperatura e pressione costanti oppure se è all'equilibrio. In riferimento ad un dato composto chimico, l'energia di Gibbs viene ricalcolata per mole di tale sostanza e ridefinita come energia di Gibbs standard di formazione. In una reazione chimica, la variazione di energia libera molare standard è data dalla formula:
{\displaystyle \Delta _{\mathrm {f} }G^{\circ }=\Delta _{\mathrm {f} }G_{(prodotti)}^{\circ }-\Delta _{\mathrm {f} }G_{(reagenti)}^{\circ }}

### Spontaneità di una reazione
Le tre funzioni di stato sono legate tra loro secondo la formula che segue:
{\displaystyle \Delta _{\mathrm {f} }G^{\circ }=\Delta _{\mathrm {f} }H^{\circ }-T\Delta _{\mathrm {f} }S^{\circ }}
dove T è la temperatura espressa in kelvin.
Per convenzione, se la variazione di energia libera di Gibbs è minore di 0 la reazione è spontanea, se è maggiore di 0 è spontanea solo la reazione opposta, se è uguale a 0 la reazione è all'equilibrio.